# Langues au Népal
La langue officielle du Népal est le népalais (ou népali), qui est la langue maternelle de 45 % des Népalais et leur sert de lingua franca parmi les 123 langues maternelles recensées dans le pays en 2011. Elle a été introduite par les Gurkhas, membre des rajput Khasi, émigrés du Rajasthan, au nord de l'Inde. Cette langue s'écrit principalement en devanagari. Le népalais est parlé par 78 % de la population (45 % en langue maternelle, et 33 % en langue seconde.) Cette langue prend de l'importance graduellement, au fil des années, et s'est imposée comme la langue véhiculaire du pays.    
Le hindi, principale langue parlée au nord de l'Inde, est parlée couramment par 5 % de la population. Le hindi s'est surtout développé au Népal depuis les années 1930.  L'anglais est quasiment la seule langue occidentale parlée, mais le nombre de ses locuteurs est faible, car le pays est très pauvre et assez éloigné de la Grande-Bretagne. L'anglais est parlé à des degrés divers, en seconde langue, par 1,5 % à 2 % des Népalais, et est utilisé principalement pour le tourisme et la diplomatie. L'anglais est aussi souvent utilisé dans l'administration.